# Cesar Ninmjo
Cesar Ninmjo (仁明天皇 Ninmjo-tenno, 27. september 808 - 6. maj 850) je bil 54. japonski cesar v skladu s tradicionalnim dednim nasledstvom. Ninmjo je vladal med leti 833 in 850.

## Tradicionalna zgodba
Ninmjo je bil drugi sin cesarja Saga in cesarice Tačibana no Kačiko. Njegovo osebno ime (imina) je bilo Masara (正良). Po smrti je dobil naziv Ninmjo (仁明).
Ninmjo je imel devet cesaric, cesarskih družic in priležnic (koi); imel je tudi 24 cesarskih otrok.
Cesarja tradicionalno častijo na njegovem grobu; cesarska hiša ga je imenovala mavzolej Fukakusa no Misasagi (深草陵 "cesarski mavzolej Fukakusa"), nahaja pa se v okrožju Fušimi-ku v Kjotu.

### Dogodki tekom življenja cesarja Ninmja
Ninmjo je zasedel prestol po abdikaciji njegovega strica, cesarja Džunna.
- 6. januarj 823[8] (Konin, 19. dan 4. meseca 10 leta): v starosti 14 let dobi naziv prestolonaslednika.
- 22. marec 833 (Tenchō, 28. dan 2. meseca, 10. leta): V 10. letu vladanja cesar Džunna abdicira prestol; nasledstvo (senso) prejme njegov posvojeni sin. Masara-šinno je bil naravni sin cesarja Saga in zato Džunnov nečak. Kmalu zatem je pristopil k prestolu (sokuj) kot cesar Ninmjo.[9]

Kmalu po zasedbi prestola je imenovani dediča, princa Tsunesada, sina nekdanjega cesarja Junna.
- 835 (Jōwa, 2. leto): Kukai (znan posmrtno kot Kobo-Dajši) umre. Ta menih, učenjak, pesnik in umetnik je bil ustanovitelj šole budizma šingon ali prava beseda.
- 838-839 (Jōwa 5-6): diplomatska odprava h kitajski dinastiji Tang, na čelu s Fujiwara no Tsunetsugujem.[10]
- 842: Po državnem udaru, imenovanem incident Jōwa, se naziv kronskega princa prenese s princa Tsunesada na Ninmjojevega sina, princa Michiyasuja (kasnejši cesar Montoku), katerega mati je bila Fujiwara no Junshi, hčerka sadaijina Fujiwara no Fuyutsuguja. Šlo naj bi za politično spletkarjenje cesarja in Fujiwara no Yoshifusa[11], prvega v dolgi liniji vplivnih regentov iz klana Fujiwara.[12] Yoshifusa je imel številne družinske vezi na cesarskem dvoru; bil je Ninmjojev svak (po svoji sestri, ki je postala cesarjeva družica), drugi vnuk sadaijina Fuyutsuguja in stric prestolonaslednika.

Tekom svojega življenja Ninmjo ne bi mogel pričakovati, da bo njegov tretji sin, princ Tokiyasu leta 884 zasedel prestol kot cesar Koko.
- 6. maj 850 (Kashō, 21. dan 3. meseca 3. leta): Cesar Ninmjo umre v starosti 41 let.[13][14]  Včasih se ga posmrtno imenuje "cesar Fukakuse" zaradi imena njegovega groba.[15]

### Obdobjanengotekom vladavine cesarja Ninmja
Leta vladavine cesarja Saga sovpadajo z več kot enim imenom ere (nengo).
- Tenchō (824-834)
- Jōwa (834-848)
- Kashō (848-851)

## Kugyō
Kugyō (公卿) je skupni izraz za peščico najbolj močnih moških, delujočih na dvoru japonskega cesarja v času pred obdobjem Meiji.
Večino časa so to elitno skupino sestavljali samo trije ali štirje možje naenkrat. Njihovo družinsko ozadje in izkušnje so jih pripeljale do vrha družbe. V času vladavine cesarja Ninmja so vrh organa Daijō-kan sestavljali:
- Sadaijin, Fujiwara no Otsugu (藤原緒嗣), 773-843.[17]
- Sadaijin, Minamoto no Tokiwa (源常), 812-854.
- Udaijin, Kiyohara no Natsuno (清原夏野), 782-837.
- Udaijin, Fujiwara no Mimori (藤原三守), umrl 840.
- Udaijin, Minamoto no Tokiwa (源常)
- Udaijin, Tachibana no Ujikimi (橘氏公), 783-847.
- Udaijin, Fujiwara no Yoshifusa (藤原良房), 804-872.
- Udaijin, Fujiwara no Otsugu, 825-832
- Naidaijin (ni imenovan)
- Dainagon, Fujiwara no Otsugu, ?-825.[18]

## Družice in otroci
Družica (Nyōgo), kasneje cesarica vdova (Tai-Kōtaigō): Fujiwara no Junshi (藤原順子; 809–871), Fujiwara no Fuyutsugujeva hčerka
- prvi sin: cesarski princ Michiyasu (道康親王; 827–858), kasneje cesar Montoku

Družica (Nyōgo): Fujiwara no Takushi/Sawako (藤原沢子; umrla 839), Fujiwara no Fusatsugujeva hčerka
- drugi sin: cesarski princ Muneyasu (宗康親王; 828–868)
- tretji sin: cesarski princ Tokiyasu (時康親王; 830–887), kasneje cesar Kōkō
- četrti sin: cesarski princ Saneyasu (人康親王; 831–872)
- cesarska princesa Shinshi (新子内親王; umrla 897)

Družica (Nyōgo): Fujiwara no Teishi/Sadako (藤原貞子; 864), Fujiwara no Mimorijeva hčerka
- osmi sin: cesarski princ Nariyasu (成康親王; 836–853)
- Cesarska princesa Shinshi (親子内親王; umrla 851)
- Cesarska princesa Heishi (平子内親王; umrla 877)

Dvorna gospa: Shigeno no Tsunako (滋野縄子), Shigeno no Sadanushijeva hčerka
- peti sin: cesarski princ Motoyasu (本康親王; umrl 902)
- Cesarska princesa Tokiko (時子内親王; umrla 847), 2. Saiin v svetišču Kamo 831–833
- Cesarska princesa Jūshi (柔子内親王; umrla 869)

Družica (Nyōgo): Tachibana no Kageko (橘影子; umrla 864), Tachibana no Ujikimijeva hčerka
Družica (Nyōgo): Fujiwara Musuko (藤原息子)
Dvorna spremljevalka (Koui): Ki no Taneko (紀種子; umrla 869), Ki no Natorova hčerka
- sedmi princ: cesarski princ Tsuneyasu (常康親王; umrl 869)
- Cesarska princesa Shinshi/Saneko (真子内親王; umrla 870)

Dvorna spremljevalka (Koui) (odstranjena 845): Mikuni-machi (三国町), hčerka klana Mikuni
- Sada no Noboru (貞登), cesar mu leta 866 podari priimek Sada (Shisei Kōka, 賜姓降下)

Dvorna gospa: Fujiwara no Katoko (藤原賀登子), Fujiwara no Fukutomarova hčerka
- Šesti sin: cesarski princ Kuniyasu (国康親王; umrl 898)

Dvorna gospa: Fujiwara no Warawako (藤原小童子), Fujiwara no Michitōva hčerka
- Cesarska princesa Shigeko (重子内親王; umrla 865)

Dvorna gospa: princesa Takamune (高宗女王), hčerka princa Okaya
- Sedma/osma hčerka: cesarska princesa Hisako (久子内親王; umrl 876), 18. saiō v svetišču Ise 833–850.[19]

Dvorna gospa: hčerka klana Yamaguchi (山口氏の娘)
- Minamoto no Satoru (源覚; 849–879)

Dvorna gospa (Nyoju): Kudara no Yōkyō (百済永慶), Kudara no Kyōfukujeva hčerka
- Dvanajsta hčerka: cesarska princesa Takaiko (高子内親王; umrl 866), 3. saiin v svetišču Kamo 833–850

Nyoju: Kudaraō Toyofukujeva hčerka
- Minamoto no Masaru (源多; 831–888), Udaijin 882–888
- Minamoto no Hikaru (源光; 846–913), Udaijin 901–913

(od neznanih žensk)
- Minamoto no Suzushi (源冷; 835–890), Sangi 882–890
- Minamoto no Itaru (源効)